# Johanna van Dammartin
Johanna van Dammartin (circa 1220 - Abbeville, 16 maart 1279) was van 1237 tot 1252 koningin-gemalin van Castilië en León, van 1239 tot aan haar dood gravin van Aumale en van 1251 tot aan haar dood gravin van Ponthieu. Ze behoorde tot het huis Dammartin. 

## Levensloop
Johanna was de oudste dochter van Simon van Dammartin, graaf van Aumale, en gravin Maria van Ponthieu. 
In 1234 werd Johanna verloofd met koning Hendrik III van Engeland. Omdat het koninkrijk Engeland zo in het bezit zou komen van de graafschappen Aumale en Ponthieu, waarvan Johanna de erfgename was, was het huwelijk voor de Franse regentes Blanca van Castilië, moeder van koning Lodewijk IX van Frankrijk, onaanvaardbaar. Ze dreigde Johanna's vader Simon van al zijn landerijen te ontheffen indien het huwelijk toch zou plaatsvinden. Omdat Hendrik III en Johanna wegens hun bloedverwantschap dispensatie moesten vragen aan de paus voor hun huwelijk, kocht Blanca de paus om zodat hij de dispensatie afkeurde. Hendrik III gaf daardoor zijn huwelijksproject met Johanna op en in januari 1236 huwde hij met Eleonora van Provence, de schoonzus van Lodewijk IX. 
Op verzoek van Blanca van Castilië werd Johanna uitgehuwelijkt aan koning Ferdinand III van Castilië, die na het overlijden van zijn echtgenote Beatrix van Hohenstaufen weduwnaar geworden was. In oktober 1237 vond het huwelijk tussen Johanna en Ferdinand III plaats in Burgos. Ze kregen vijf kinderen:
- Ferdinand II (1238-1260), graaf van Aumale
- Eleonora (1241-1290), gravin van Ponthieu, huwde in 1254 met koning Eduard I van Engeland
- Lodewijk (1243-1275), huwde met Juana de Manzanedo, vrouwe van Gaton
- Simon (1244), jong gestorven
- Jan (1246), jong gestorven

Toen ze in 1239 van haar vader het graafschap Aumale erfde, bestuurde ze het graafschap in gezamenlijke regering met haar echtgenoot. In 1251 volgde ze haar moeder op als gravin van Ponthieu en Montreuil, twee graafschappen die ze in eigen recht bestuurde.
Na het overlijden van Ferdinand III in 1252 kreeg Johanna een slechte band met haar stiefzoon, koning Alfons X van Castilië, met wie ze ruziede over de landerijen en het inkomen dat ze als koningin-weduwe moest krijgen. Uiteindelijk verliet ze in 1254 samen met haar oudste zoon Ferdinand II het koninkrijk Castilië, waarna ze terugkeerde naar Ponthieu. Tussen mei 1260 en februari 1261 huwde Johanna met haar tweede echtgenoot Jan van Nesle (overleden in 1292), heer van Falvy en La Hérelle. Dit huwelijk bleef kinderloos. 
In 1260 stierf haar oudste zoon Ferdinand, waarna haar tweede zoon Lodewijk de nieuwe erfgenaam werd van het graafschap Ponthieu. Nadat die in 1275 overleed, werd haar oudste dochter Eleonora de nieuwe erfgename van Ponthieu. Eleonora was gehuwd met koning Eduard I van Engeland, waardoor Ponthieu onder Engelse dominantie zou belanden. 
In maart 1279 stierf Johanna in Abbeville. Terwijl ze als gravin van Aumale werd opgevolgd door haar kleinzoon Jan I, ging het graafschap Ponthieu naar haar dochter Eleonora en schoonzoon Edward I. Ze liet zulke hoge schulden na, dat haar dochter verschillende leningen moest aangaan bij rijke burgers in Ponthieu en welvarende abdijen. 

## Voorouders
| Voorouders van Johanna van Dammartin (1220-1279) | Voorouders van Johanna van Dammartin (1220-1279)                          | Voorouders van Johanna van Dammartin (1220-1279)                          | Voorouders van Johanna van Dammartin (1220-1279)                          | Voorouders van Johanna van Dammartin (1220-1279)                          | Voorouders van Johanna van Dammartin (1220-1279)                    | Voorouders van Johanna van Dammartin (1220-1279)                    | Voorouders van Johanna van Dammartin (1220-1279)                            | Voorouders van Johanna van Dammartin (1220-1279)                            |
| ------------------------------------------------ | ------------------------------------------------------------------------- | ------------------------------------------------------------------------- | ------------------------------------------------------------------------- | ------------------------------------------------------------------------- | ------------------------------------------------------------------- | ------------------------------------------------------------------- | --------------------------------------------------------------------------- | --------------------------------------------------------------------------- |
| Overgrootouders                                  | Alberic II van Dammartin (-1183) ∞ Joan Basset (-)                        | Alberic II van Dammartin (-1183) ∞ Joan Basset (-)                        | Reinoud II van Clermont (1075-1153) ∞ ? (-)                               | Reinoud II van Clermont (1075-1153) ∞ ? (-)                               | Jan I van Ponthieu (1141-1191) ∞ Beatrix van Saint-Pol (-)          | Jan I van Ponthieu (1141-1191) ∞ Beatrix van Saint-Pol (-)          | Lodewijk VII van Frankrijk (1120-1180) ∞ Constance van Castilië (1140-1160) | Lodewijk VII van Frankrijk (1120-1180) ∞ Constance van Castilië (1140-1160) |
| Grootouders                                      | Alberic III van Dammartin (1135-1200) ∞ Mathilde van Clermont (1180-1246) | Alberic III van Dammartin (1135-1200) ∞ Mathilde van Clermont (1180-1246) | Alberic III van Dammartin (1135-1200) ∞ Mathilde van Clermont (1180-1246) | Alberic III van Dammartin (1135-1200) ∞ Mathilde van Clermont (1180-1246) | Willem II van Ponthieu (1179-1221) ∞ Adelheid van Vexin (1160-1220) | Willem II van Ponthieu (1179-1221) ∞ Adelheid van Vexin (1160-1220) | Willem II van Ponthieu (1179-1221) ∞ Adelheid van Vexin (1160-1220)         | Willem II van Ponthieu (1179-1221) ∞ Adelheid van Vexin (1160-1220)         |
| Ouders                                           | Simon van Dammartin (1180-1239) ∞ Maria van Ponthieu (1199-1251)          | Simon van Dammartin (1180-1239) ∞ Maria van Ponthieu (1199-1251)          | Simon van Dammartin (1180-1239) ∞ Maria van Ponthieu (1199-1251)          | Simon van Dammartin (1180-1239) ∞ Maria van Ponthieu (1199-1251)          | Simon van Dammartin (1180-1239) ∞ Maria van Ponthieu (1199-1251)    | Simon van Dammartin (1180-1239) ∞ Maria van Ponthieu (1199-1251)    | Simon van Dammartin (1180-1239) ∞ Maria van Ponthieu (1199-1251)            | Simon van Dammartin (1180-1239) ∞ Maria van Ponthieu (1199-1251)            |